# Timóteo (kommun)
Timóteo är en kommun i Brasilien.   Den ligger i delstaten Minas Gerais, i den sydöstra delen av landet, 700 km sydost om huvudstaden Brasília. Antalet invånare är 81 119.
Följande samhällen finns i Timóteo:
- Timóteo

I omgivningarna runt Timóteo växer i huvudsak städsegrön lövskog. Runt Timóteo är det mycket glesbefolkat, med 7 invånare per kvadratkilometer.